# The Undertones
The Undertones — ірландський рок-гурт, створений в 1977 році в місті Деррі, Північна Ірландія, гурт виконував мелодичний поп-панк.
Підписавши контракт з Sire Records у квітні 1979 року група випустила дебютний альбом «The Undertones». Восени того ж року The Undertones провели американське турне в зв'язці з The Clash. Також потім вийшов альбом «Hypnotised», який продемонстрував певний відхід групи від колишнього спрощеного стилю (у якому були витримані, зокрема, ранні сингли («Jimmy Jimmy» і «My Perfect Cousin»), піднявся до 6 місця у UK Albums Chart.
По мірі того, як музика групи ускладнювалася (у третьому альбомі були використані духові інструменти, слайд-гітара, ксилофон), популярність її падала. В 1983 році після серії літніх фестивальних концертів The Undertones розпалися.
Фронтмен групи Фіргал Шаркі (англ. Sean Feargal Sharkey) почав (спочатку вельми успішну) сольну кар'єру, а брати О'нейл утворили That Petrol Emotion — гурт, який взагалі відрізнявся від попередніх стилів та виконував жорсткий експериментальний та альтернативний рок і, на відміну від Undertones, жваво реагував на політичні події.
Гурт The Undertones знову був створений 1999 року, але вже без Шаркі; його замінив Пол МакЛун.

## Дискографія

### Сингли
- Teenage Kicks (1978 UK # 31)
- Get Over You (1979 UK # 57)
- Jimmy Jimmy (1979 # 16)
- Here Comes The Summer (1979 UK # 34)
- You've Got My Number (1979 UK # 32)
- My Perfect Cousin (1980, UK #9)
- Wednesday Week (1980, UK #11)
- It's Going To Happen! (1981, UK #18)
- Julie Ocean (1981 UK # 41)
- Beautiful Friend (1982)
- The Love Parade (1983 UK #88)
- Got To Have You Back (1983 UK #97)
- Chain Of Love (1983)
- Thrill Me (2003)

### Відео
| Рік  | Назва             |
| ---- | ----------------- |
| 1978 | Teenage Kicks     |
| 1980 | There goes Norman |
| 1980 | My Perfect Cousin |
| 1980 | Wednesday week    |
| 1983 | The Love Parade   |
| 2003 | Thrill Me         |

### Альбоми
- The Undertones (1979, #13)
- Hypnotised (1980, #6)
- Positive Touch (1981, #17)
- The Sin of Pride (1983, #43)
- The Peel Sessions Album (The Undertones) (1989)
- Get What You Need (2003)
- Listening In: Radio Sessions 1978–1982 (2004)
- Dig Yourself Deep (2007)
- An Anthology (2008)